# CAIO Induscar
CAIO Induscar (empresa resultat de la fusió entre Induscar i l'antiga CAIO) és un fabricant brasiler de carrosseries d'autobusos, microbusos adaptats per a càrrega i usos especials.
CAIO Induscar va ser fundada per un grup d'empresaris per a salvar la Companhia Americana Industrial de Ônibus (CAIO, Companyia Industrial d'Amèrica de l'autobús), que a finals de 1990 va passar per dificultats financeres. El 2001 va ser integrat al grup Induscar.
Actualment a més del mercat de Brasil, exporta a Sud-àfrica, Angola, Xile, Costa Rica, Equador, Estats Units d'Amèrica, Jordània, Líban, Nigèria, Perú, Polinèsia Francesa, República Dominicana, Singapur i Trinitat i Tobago, entre altres països.
La Companhia Americana Industrial de Ônibus (CAIO) va ser fundada a São Paulo, al barri de Penha el 1945, per l'immigrant italià José Massa, besavi del pilot brasiler de Fórmula 1 Felipe Massa. Entre 1945 i 1982, la fàbrica es trobava al carrer Guaiaúna del barri de Penha de la ciutat de Sao Paulo, però el 1982 es va obrir una nova fàbrica a la ciutat de Botucatu, a l'estat de São Paulo. Aquesta fàbrica compta amb una superfície de 400.000 m² (dels quals un quart construïda) i la capacitat de producció és de cuaranta autobusos per dia.
Va produir milers de carrosseries venudes a tot el Brasil. El 2001 el Grup Ruas va prendre el control de CAIO a través d'Induscar. El març de 2009, Induscar definitivament es va convertir en propietària de la marca i del parc industrial. L'abril del 2013, l'empresa va anunciar la construcció d'una nova fàbrica a la ciutat de Barra Bonita, a l'Estat de São Paulo (Brasil). Es va fer una inversió de 25.000.000 R$ i va generar cinc cents llocs de treball directes i tres mil indirectes. La nova fàbrica va començar a funcionar a principis de 2014.

## Models actuals[5]
Autobús urbà
- Millennium IV (2016 - present)
- Apache Vip IV (2014 - present)
- Millennium BRT (2012 - present)
- Millenniun BRT Padron (2012 - present)
- Millennium BRT Articulado (2012 - present)
- Millennium BRT Super Articulado (2012/2013 - present)
- Millennium BRT Biarticulado (2012 - present)

- Mondego H (2005 - present)
- Mondego HA (2005 - present)
- Mondego L (2005 - present)
- Mondego LA (2006 - present)

Midibús
- Foz Super 2009 (2009 - present)

Microbús
- Atilis (2007 - present)
- Foz 2013 (2013 - present)
- Mini Foz (2008 - present)

Autocar
- Giro 3200 (2004 - present)
- Giro 3400 (2003 - present)
- Giro 3600 (2003 - present)
- Solar 2013 (2013 - present)

## Models desapareguts[5]
Autobús urbà
- Jardineira (1945 - 1958)
- Coach (1948 - 1958)
- Leyland (1952 - 1962)
- Jaraguá (1958 - 1968)
- Trólebus (1960 - 1961)
- Gaivota (1966 - 1976)
- Bela Vista I (1972 - 1974)
- Bela Vista II (1974 - 1976)
- Gabriela I (1975 - 1977)
- Itaipu (1976 - 1979)
- Cascavel (1976)
- Gabriela II (1977 - 1984)
- Amélia (1980 - 1988)
- Vitória (1988 - 1996)
- Monterrey (1994 - 1995)
- Alpha (1995 - 1999)
- Papa-Fila (1995 - 2003)
- Millennium (1997 - 2003)
- Apache S21 (1999 - 2007)
- Apache Vip I (2001 - 2008)
- Millennium II (2003 - 2011)
- Topbus (2004 - 2010)
- Apache Vip II (2008 - 2012)
- Apache S22 (2007 - 2012)
- Topbus PB (2009 - 2012)
- Apache Vip III (2012 - 2014)
- Millennium III (2011 - 2016)

Midibús
- Foz Super (2005 - 2009)

Microbús
- Verona (1969 - 1974)
- Andino (1973 - 1981)
- Carolina (1974 - 1984)
- Carolina 1984 (1984 - 1995)
- Mobile (1993 - 1995)
- Carolina 1995 (1995 - 2000)
- Piccolo (1997 - 2006)
- Piccolino (1998 - 2005)
- Bambino (2002)
- Foz (2005 - 2013)

Autobús interurbà
- Aritana (1982 - 1987)
- Squalo (1985 - 1992)
- Vitória Intercity (1988 - 1996)
- Beta (1994)
- Alpha Intercity (1997 - 1999)
- Apache S21 Intercity (1999 - 2002)
- Apache Vip I Intercity (2001 - 2009)
- Solar Foz (2009 - 2012)

Autocar
- Papaléguas (1959)
- Bossa Nova (1959 - 1966)
- Gaivota (1967 - 1976)
- Jubileu (1969 - 1977)
- Bandeirante (1971 - 1976)
- Corcovado (1974 - 1984)

## Galeria d'imatges

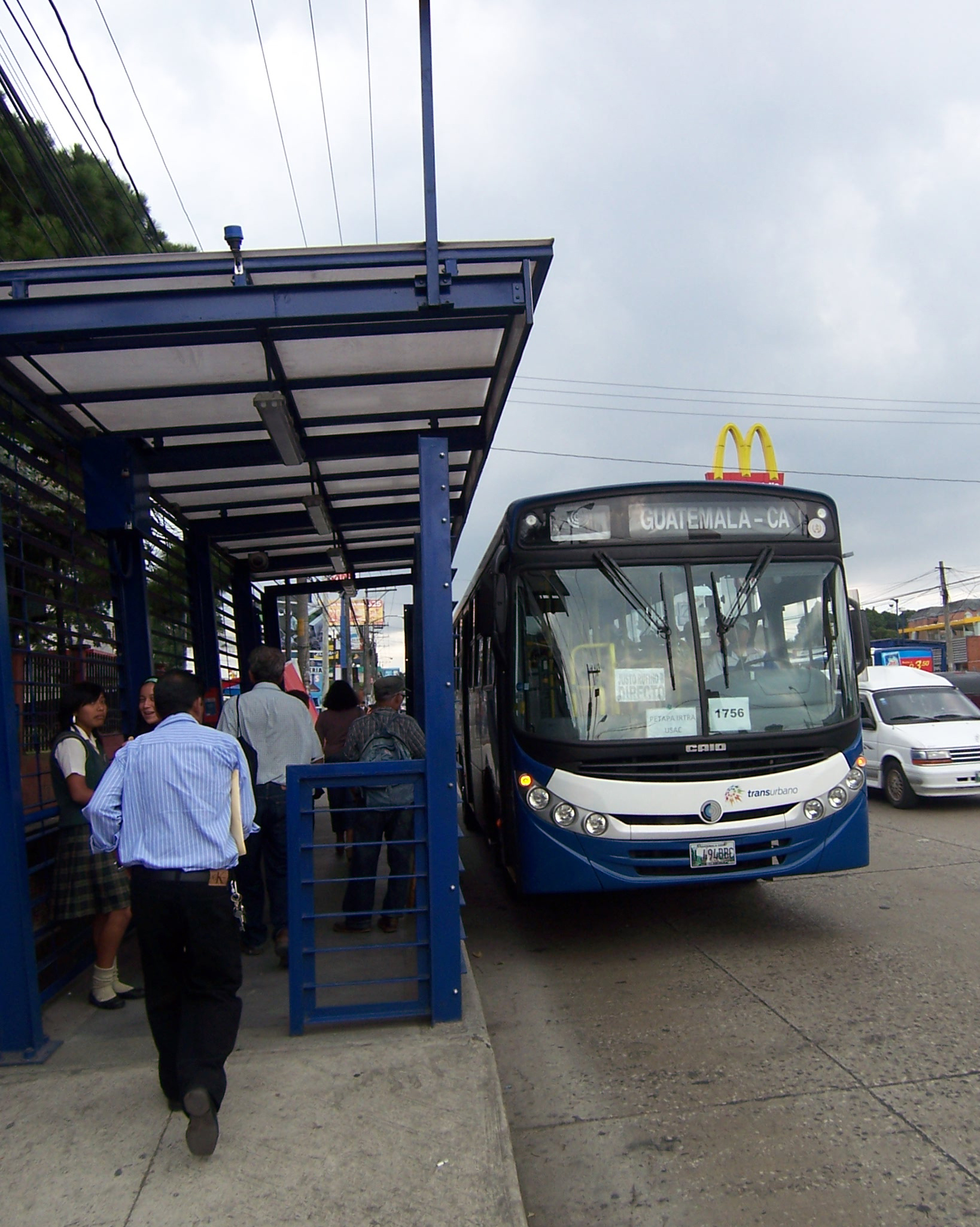
Caio Apache VIP II
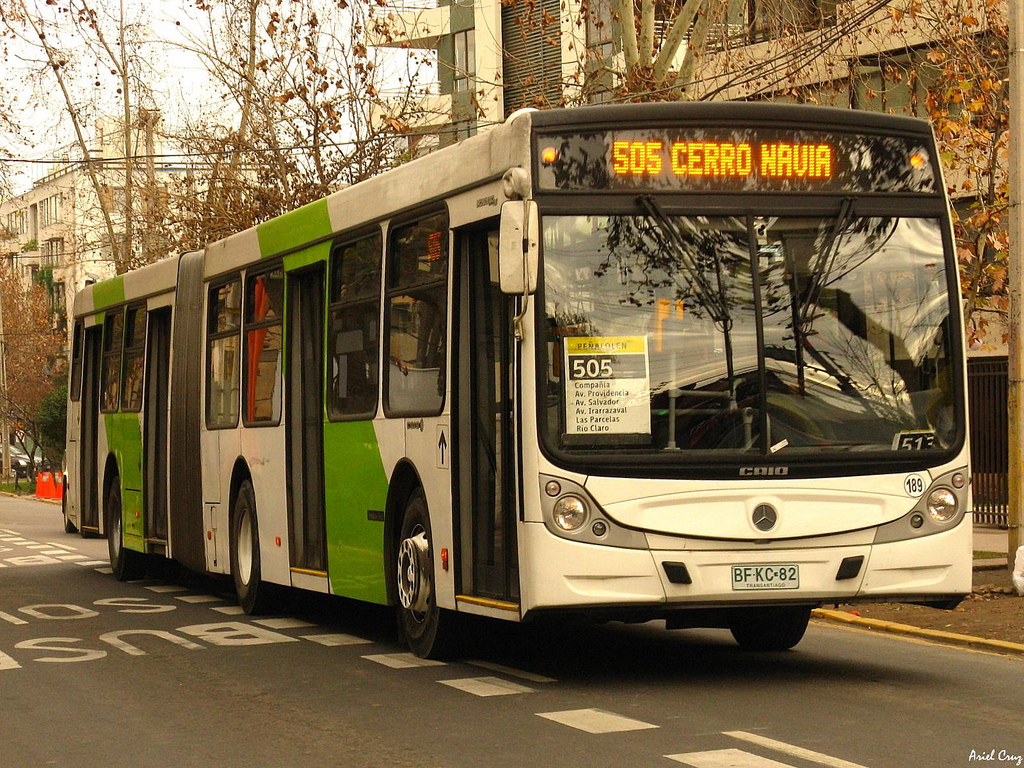
Caio Mondego HA
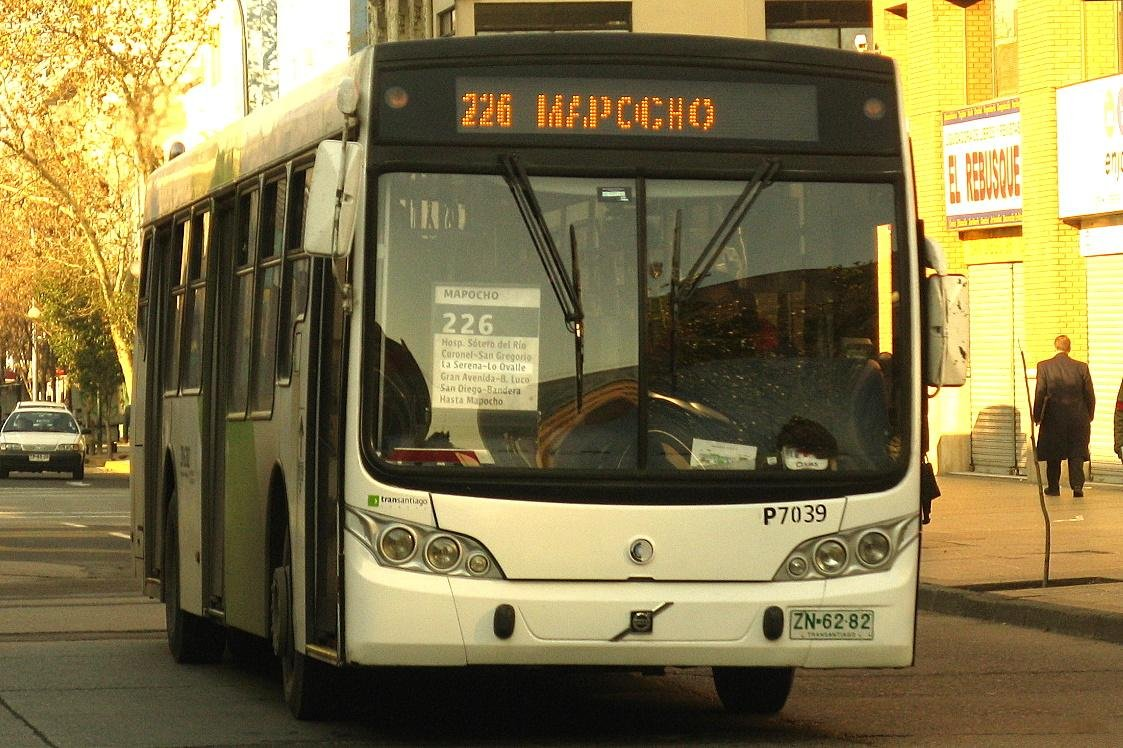
Caio Mondego L
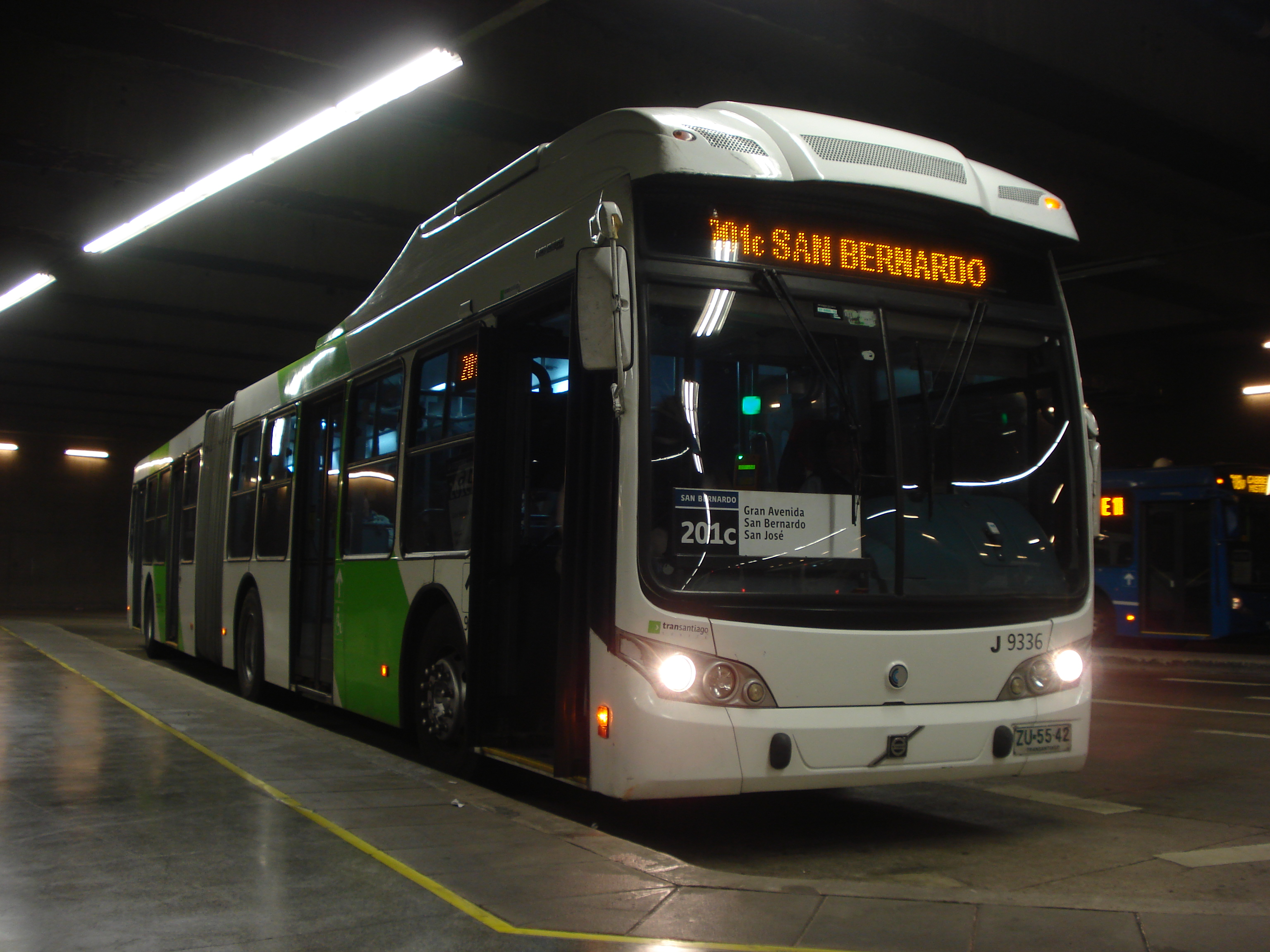
Caio Mondego LA
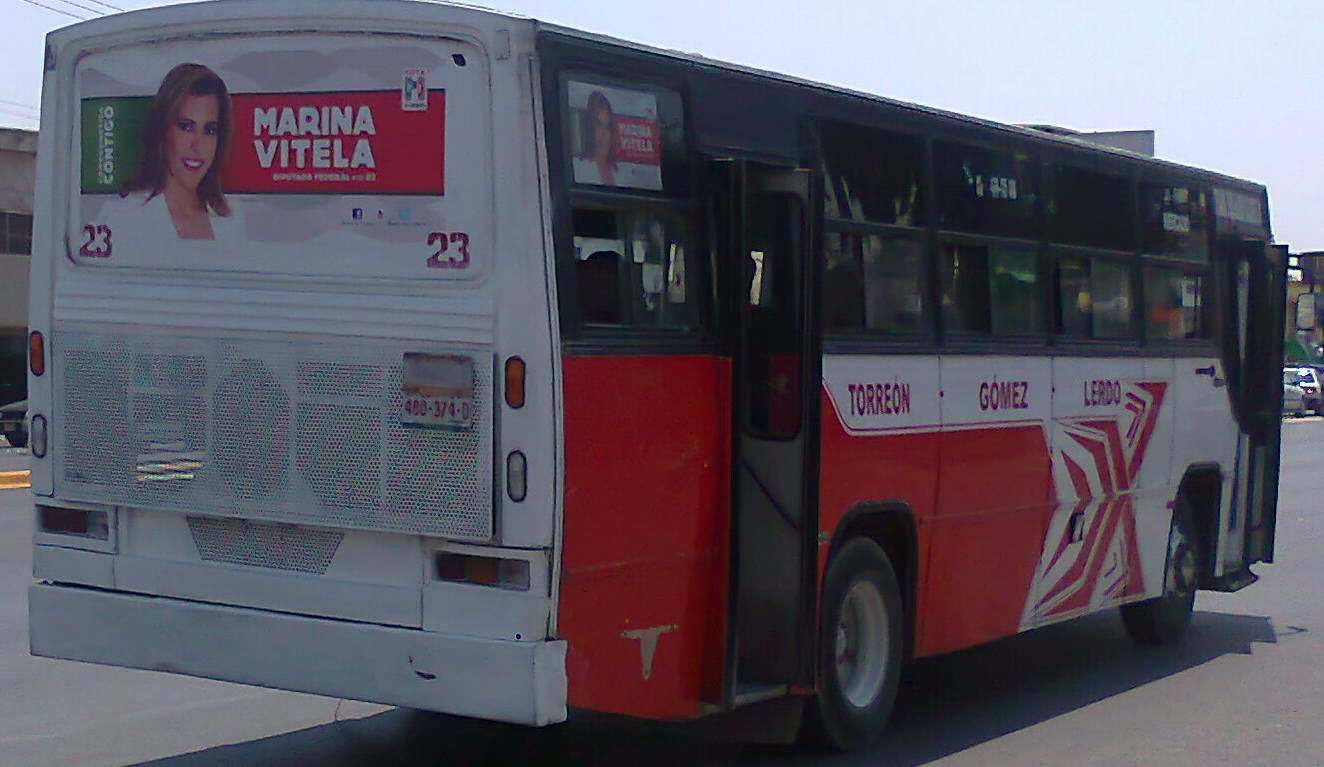
Caio Vitória
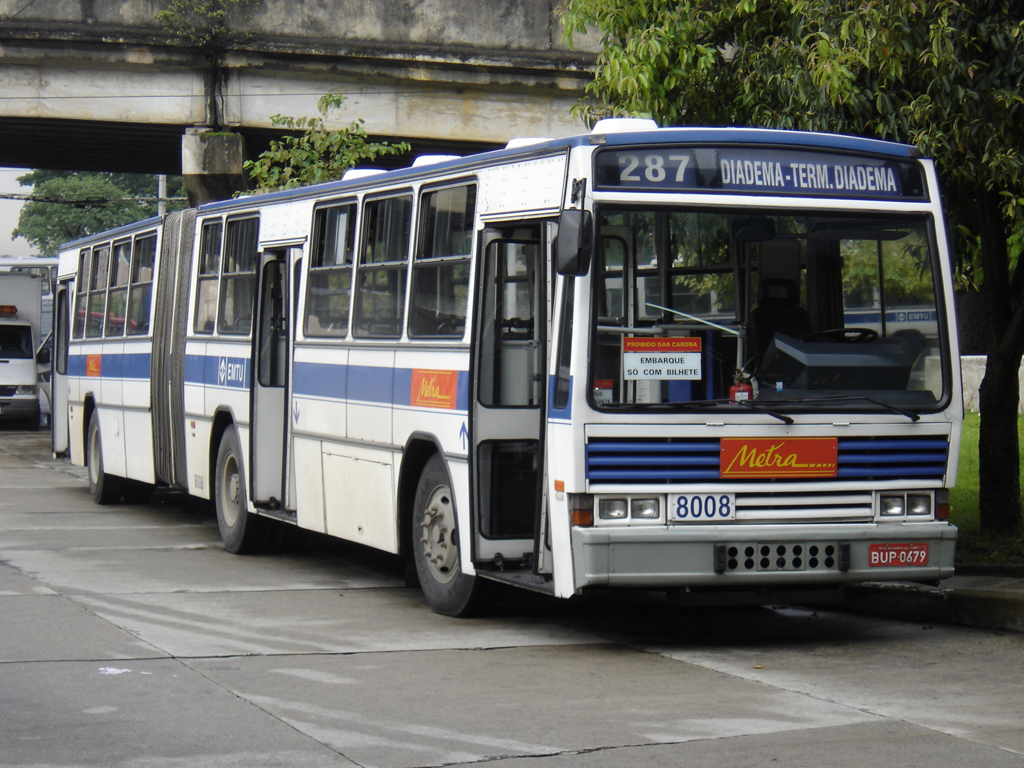
Caio Vitória (articulat)